# Al Seef Tower
Al Seef Tower – 215-metrowy budynek znajdujący się w Dubai Marina w Dubaju w Zjednoczonych Emiratach Arabskich. Budynek został ukończony w 2005 roku, ma 44 piętra.